# Siranger
Siranger es una novela del escritor argentino Renato Pellegrini publicada en 1957 por Ediciones Tirso de Buenos Aires. Basada en las vivencias autobiográficas del autor relata los padecimientos como migrante interno pobre y homosexual en Buenos Aires. Es la primera novela argentina en la que la homosexualidad es tratada abierta y profundamente. Fue presentada por Abelardo Arias y Manuel Mujica Lainez, y tuvo de una buena recepción entre los críticos, pero la homofobia generalizada en esa época obró para bloquear el reconocimiento y las premiaciones recibidas.

## Trama
Siranger es un relato autobiográfico sobre las persecuciones y discriminaciones que el autor sufrió en su adolescencia, como homosexual y migrante interno, luego de mudarse de su Villa María natal, en la provincia de Córdoba para establecerse en Buenos Aires. Por vez primera en la literatura argentina se trata centralmente el tema de la homosexualidad de manera franca, aunque con un tono de culpa que el autor abandonaría en su novela Asfalto de 1964.

## Premios
- Faja de Honor de la Sociedad Argentina de Escritores (negada luego por homofobia)
- Premio Anual de la Editorial Kraft (negado luego por homofobia)